# Риджвей (Іллінойс)
Риджвей (англ. Ridgway) — селище (англ. village) в США, в окрузі Ґаллатін штату Іллінойс. Населення — 851 особа (2020).

## Географія
Риджвей розташований за координатами 37°47′52″ пн. ш. 88°15′38″ зх. д. / 37.79778° пн. ш. 88.26056° зх. д. (37.797884, -88.260616).  За даними Бюро перепису населення США в 2010 році селище мало площу 2,36 км², з яких 2,36 км² — суходіл та 0,00 км² — водойми.

## Демографія
Згідно з переписом 2010 року, у селищі мешкало 869 осіб у 411 домогосподарстві у складі 230 родин. Густота населення становила 368 осіб/км².  Було 455 помешкань (193/км²).
Расовий склад населення:
| - 98,5 % — білих - 0,5 % — корінних американців - 0,2 % — чорних або афроамериканців - 0,1 % — азіатів |

До двох чи більше рас належало 0,7 %. Частка іспаномовних становила 0,7 % від усіх жителів.
За віковим діапазоном населення розподілялося таким чином: 19,4 % — особи молодші 18 років, 56,8 % — особи у віці 18—64 років, 23,8 % — особи у віці 65 років та старші. Медіана віку мешканця становила 46,5 року. На 100 осіб жіночої статі у селищі припадало 91,0 чоловіків;  на 100 жінок у віці від 18 років та старших — 84,7 чоловіків також старших 18 років.
Середній дохід на одне домашнє господарство  становив 48 299 доларів США (медіана — 36 458), а середній дохід на одну сім'ю — 55 531 долар (медіана — 48 281). За межею бідності перебувало 19,6 % осіб, у тому числі 30,1 % дітей у віці до 18 років та 10,1 % осіб у віці 65 років та старших.
Цивільне працевлаштоване населення становило 348 осіб. Основні галузі зайнятості: освіта, охорона здоров'я та соціальна допомога — 25,0 %, сільське господарство, лісництво, риболовля — 18,7 %, роздрібна торгівля — 11,2 %, транспорт — 7,8 %.